# Dima Bilan
 (juin 2023).
Si vous disposez d'ouvrages ou d'articles de référence ou si vous connaissez des sites web de qualité traitant du thème abordé ici, merci de compléter l'article en donnant les références utiles à sa vérifiabilité et en les liant à la section « Notes et références ».
Pour les articles homonymes, voir Belan et Bilan.
Dima Bilan (Дима Билан), né Victor Nikolaïevitch Belan à Oust-Djegouta le 24 décembre 1981, est un chanteur russe.

## Biographie
Dima a vécu son enfance en Karatchaïévo-Tcherkessie (alors en Union soviétique). À six ans, sa famille emménage dans la ville de Maïski (en Kabardino-Balkarie), où à l'école il prend déjà plaisir à réciter des poèmes et à chanter. Ce jeune auteur est déjà très connu dans son pays, bien que ce soit l'un des chanteurs les plus jeunes de Russie.

## Carrière
Après une carrière déjà entamée dans la chanson, il termine 2e du Concours Eurovision de la chanson 2006 avec la chanson Never Let You Go, derrière le groupe Lordi gagnant pour la Finlande.
Le 9 mars 2008, il est à nouveau sélectionné pour représenter la Russie au Concours Eurovision de la chanson, qui a lieu à Belgrade (Serbie) le 24 mai 2008. Il interprète donc sur la scène du 53e Concours Eurovision la chanson Believe, qu'il a co-écrite et également composée avec Jim Beanz. Sa prestation sur scène est rehaussée par les présences du champion de Russie, d'Europe, du Monde et champion olympique 2006 de patinage artistique Evgeni Plushenko et du violoniste hongrois Edvin Marton. Dima remporte le concours avec 272 points, devançant respectivement l'Ukraine, la Grèce, l'Arménie et la Norvège.
En 2012, il tente à nouveau sa chance pour représenter la Russie aux côtés de Yulia Volkova (chanson Back To Her Future), sans succès.
Il fait partie des jurés de Golos (la version russe de The Voice) lors des trois premières saisons (2012 à 2014) ainsi que pour l'équivalent russe de The Voice Kids pour les saisons 2015 et 2016.
Il fait partie des chanteurs qui interprètent l'hymne officiel des Jeux olympiques de Sotchi 2014.
Il fait partie des différents artistes ayant participé au spectacles de clôture de la Journée de la Victoire dans la Grande Guerre Patriotique en 2015 en interprétant le chant russe Smouglianka en uniforme soviétique de la Seconde Guerre mondiale.

## Vie privée
Dans une interview sur YouTube en 2019, Dima Bilan a admis avoir eu une relation avec une femme avec laquelle il essayait de fonder une famille. Le couple attendait des jumeaux, mais trois mois plus tard, elle a fait une fausse couche. La jeune femme était très perturbée par la perte de leurs enfants et, pour se rétablir, elle est partie en Islande. Plus tard, le couple a fait une autre tentative pour devenir parents, mais cela s’est également terminé par un échec. Ils se sont séparés à la suite d'accusations mutuelles sur une grossesse ratée.

## Discographie
- Ya nochnoi khuligan (2003) (Я ночной хулиган - Je suis un voyou de nuit)
- Na beregu neba (2004) (На берегу неба - Sur les rives du ciel)
- Vremya reka (2006) (Время-река - Le temps est une rivière)
- Protiv pravil (2008) (Против правил - Contre les règles)
- On hotel (2010) (Он хотел - Il voulait)
- Mechtateli (2011) (Мечтатели - Rêveurs)
- Dotyanis' (2013) (Дотянись - Atteindre)
- Alien24 (2014)
- Pro belyye rozy (2019) (Про белые Розы - À propos des roses blanches)

## Singles
- 2003 — Ты, только ты
- 2004 — Ты должна рядом быть
- 2004 — Not That Simple
- 2006 — Я тебя помню
- 2006 — Never Let You Go
- 2006 — Это была любовь
- 2008 — Believe
- 2008 — Lonely
- 2009 — Dancing Lady
- 2009 — Lady
- 2009 — Это модно
- 2009 — Changes
- 2010 — По парам
- 2010 — Safety (avec Anastacia)
- 2010 — Я просто люблю тебя
- 2011 — Мечтатели
- 2011 — Задыхаюсь
- 2013 — Обними меня
- 2017 — Прости меня (avec Sergueï Lazarev)
- 2017 — Держи
- 2018 – Пьяная любовь
- 2018 – Молния
- 2019 – BilanPholiya (avec Polina Gagarina)
- 2019 – Океан
- 2019 – Про белые розы
- 2019 – Полуночное такси
- 2020 – Химия
- 2020 – Вторая жизнь
- 2020 – Dreams
- 2021 — Ради побед
- 2021 — Это была любовь (avec Zivert)
- 2021 — Ты не моя пара (avec Mari Kraimbrery)
- 2021 — Держи (avec Klava Koka)
- 2021 — Believe (avec JONY)

## Récompenses
Le 12 septembre 2005, Dima Bilan gagne deux awards décernés par MTV Russian Music Awards.
Le 31 août 2006, Dima Bilan gagne deux awards pour les MTV Europe Music Awards (celui de meilleur chanteur russe de l'année et de meilleur chanson pour sa ballade Never let you go).

## Sanctions
Le 7 janvier 2023, Dima Bilan a été sanctionné par l'Ukraine pour une durée de 10 ans « pour avoir visité les territoires occupés après le début de l'invasion, participé à des concerts de propagande, soutenu publiquement la guerre et le régime de Poutine »,.
Le 3 février 2023, il fait également l'objet de sanctions canadiennes pour étant impliqué dans la diffusion de la désinformation et de la propagande russes,.